# Герб Загреба
Герб Загреба — официальный символ города Загреб, столицы Хорватии.

## Описание
На гербе города изображён стоящий на зелёном холме серебряный (белый) замок с тремя башнями и открытыми золотыми (жёлтыми) воротами. В верхнем правом углу расположена золотая (жёлтая) шестиконечная звезда, а в верхнем левом — серебряный (белый) полумесяц. Голубой цвет олицетворяет свободу, зелёный — возрождение, белый — справедливость. Раскрытые ворота означают гостеприимство.

## История
Загребский герб основан на гербе Градеца, известного с XIII века. Герб был аналогичен современному, однако поле щита было красным. После образования Загреба в 1850 году его гербом был утверждён герб Градеца, в 1896 году цвет поля щита был изменён на синий. В 1947—1964 годах городская корона на гербе отсутствовала, она была заменена красной пятиконечной звездой. В 1999 году был утверждён современный герб.